# Lucha de Puertos
Se denomina Lucha de Puertos a la serie de enfrenamientos entre la oligarquía comerciante de Buenos Aires y la de Montevideo por el predominio comercial con la aspiración a controlar las vías comerciales del territorio rioplatense. Estos sucesos se registraron desde los períodos coloniales, y culminó en la independencia del Estado Oriental del Uruguay en 1830.

## El principio de la Lucha de Puertos, Fundación de Montevideo
En el año 1723 el gobernador de Colonia del Sacramento, Antonio Pedro de Vasconsellos, envió al almirante Freitas Fonseca a la Bahía de Montevideo, con la misión de fundar una nueva ciudad portuguesa. Enterado, el entonces gobernador de Buenos Aires, Bruno Mauricio de Zabala, envió una expedición y expulsó a los portugueses.
Con el maderamen que éstos habían traído, Zabala fundó un fortín al que llamó San José; este fue el origen de la ciudad de Montevideo.
Su intención primaria era detener la expansión portuguesa, pero la idea de las autoridades españolas era fundar allí una ciudad que pudiese suplir las deficiencias del puerto de Buenos Aires, afectado por el arrastre del río Uruguay y el rio Paraná y necesitado, por lo tanto, de constantes tareas de dragado. La Bahía de Montevideo, profunda y protegida, era el mejor puerto natural de la zona, y Zabala lo sabía. Sus intentos de transformar el fuerte primigenio en una ciudad comercial, sin embargo, se encontraron con la oposición de los habitantes de Buenos Aires, en especial de su incipiente clase comercial.
Advertían los comerciantes porteños que una ciudad edificada en territorios más favorables a la navegación se erigiría en un rival de sus propios intereses. Por ello, hay quien dice[cita requerida] que la “lucha de puertos”, que tan importante papel jugaría en la independencia del Uruguay, comenzó incluso antes de la fundación de Montevideo.
Haciendo caso omiso a estas opiniones, y obedeciendo órdenes de la Corona, Zabala emitió, en agosto de 1726, un edicto en el que se ofrecían incentivos a las familias que se quisieran trasladarse a la nueva ciudad a fundarse en la bahía montevideana. Los enemigos del proyecto desataron entonces una fuerte campaña tendiente a desalentar esa iniciativa, hablando de la ferocidad de los charrúa y el peligro de las incursiones piratas y de los mamelucos brasileños. A pesar de todo, siete familias partieron de Buenos Aires para poblar la nueva ciudad que se erigiría como la enemiga comercial de Buenos Aires, Montevideo.

## La Autonomía Montevideana
Posteriormente a 1751, Montevideo fue gobernada por comandantes militares, porque primaba su condición de fuerte y dique de contención a las pretensiones portuguesas. Pero poco a poco los aspectos comerciales fueron adquiriendo importancia, el amparo del reformismo liberalizador de los Borbones, y la Corona creó la gobernación de Montevideo, con un privilegio muy especial: el gobernador era nombrado directamente por el rey, y no por la capital de la gobernación, Buenos Aires, como sucedía en los otros territorios de la gobernación. Este “fuero” era muy apreciado y valorado por la población montevideana, ya que le daba autonomía administrativa respecto a Buenos Aires, la rival, capital de la gobernación y, luego de 1776, del Virreinato del Río de la Plata.

## El conflicto en el Virreinato del Río de la Plata
Con el paso del tiempo, luego de formado el Virreinato del Río de la Plata, el enfrentamiento entre Montevideo y Buenos Aires como causa esencial, la común aspiración a controlar las vías comerciales del territorio.
Dos puertos, situados uno frente a otro, pretendían ser la vía principal, y de ser posible la única, de entrada y salida de productos para toda la zona. Sus comerciantes recibían la materia prima de los productores rurales y la explotaban; a la vez ingresaban las importaciones y las distribuían al resto del territorio. Ambos puertos tenían la misma tierra interior que les servía de proveedora de materias primas y de mercado de colocación de los productos que importaban.
Frente al crecimiento político y comercial de Buenos Aires el comercio se fue monopolizando más sobre la ciudad de Buenos Aires, cosa que perjudicaba gravemente a las Provincias del Virreinato. Por ello, Montevideo se presentaba como la mejor alternativa para la aspiración de las provincias del interior de evitar el monopolio de la capital porteña.

## ElConsulado de Comercioy sus imposiciones fiscales
En 1794 se creó el Consulado de Comercio de Buenos Aires, cuyo secretario general fue Manuel Belgrano, y que tenía jurisdicción comercial sobre toda el área del virreinato, pero que estaba integrado únicamente por porteños. La acción de este organismo fue un constante motivo de conflictos entre las autoridades porteñas y montevideanas.
El Consulado, en acuerdo a veces con los virreyes —que residían en Buenos Aires— adoptó medidas fiscales que afectaban el tráfico comercial de Montevideo: un 0,5 % sobre todas las mercaderías que entrasen y salieran por ambos puertos; otro 0,5% llamado “impuesto de avería”, entre muchos otros impuestos más, que solos parecían de bajo costo pero al hacerse una sumatoria de todos ellos, propiciaba un gasto importante para los comerciantes montevideanos. Los montevideanos protestaron airadamente ante esta política fiscalista; por una parte era violatoria del viejo principio medieval que decía que “imposición sin representación equivale a tiranía”, ya que los comerciantes no tenían representación en el Consulado de Comercio; o sea, solo quien ha sido consultado y ha dado su opinión sobre el punto puede, eventualmente, ser cargado con impuestos. Por la otra parte, más pragmática, la queja se justificaba en que el producto de esas exacciones era utilizado únicamente en provecho de Buenos Aires. Las autoridades porteñas ni siquiera cumplían con su obligación de mantener limpio y en buen estado el puerto de Montevideo, y los comerciantes debían atender de su propio peculio estas tareas.
Como forma de solucionar estos conflictos, el Consulado de Comercio nombró, en 1798, un delegado que debía residir en Montevideo y conocer las aspiraciones del comercio local. Pero la medida, pretendidamente de distensión al conflicto, resultó contraproducente, ya que el nombramiento de dicho delegado recayó en un porteño, José de Revuelta. Los montevideanos consideraban que había entre ellos gente con conocimientos, prestigio y capacidad suficientes como para ocupar ese puesto, y protestaron.

## Pretensiones Autonomistas
Ya por entonces, desde 1795, se creó en la plaza el Cuerpo de Comerciantes Montevideanos, organismo gremial destinado a defender los intereses de la burguesía portuaria; en 1799 celebró una junta de hacendados y comerciantes que estudió la situación y decidió elevar una queja a la Corona en la que se exponía la situación general, se formulaban las quejas correspondientes y se pedía la creación de un consulado de comercio específicamente montevideano.

## El Peligro Montevideano
A partir de la vigencia de la Pragmática de Libre Comercio en 1778 la actividad comercial de Montevideo y Buenos Aires aumentó de forma vertical, y con ella el enriquecimiento de sus comerciantes, Pero Montevideo iba sacando notorias ventajas a su adversaria en este terreno; en 1802 su puerto exportó productos ganaderos por un valor de $ 88 423,99, mientras que Buenos Aires, en ese mismo periodo, lo hizo por $ 40 219. Pese a ser el puerto oriental uno de los proveedores de la principal fuente de riqueza del virreinato, no solo no percibía los beneficios correspondientes, sino que ni siquiera podía disponer de lo que era suyo, que le era arrebatado por la voracidad fiscal.

## La Ensenada de Barragán
El puerto de Buenos Aires, al ser cada vez menos apto a la llegada de buques ultramarinos de gran calado debido al arrastre del río Uruguay y el río Paraná, hizo varios intentos de Consulado de Comercio porteño, por gravar el tráfico comercial montevideano con más contribuciones, que fracasaron ante la cerrada oposición de los afectados. Existía, algo más al sudeste de la ciudad, una ensenada natural llamada del Ensenada de Barragán, que podía servir como puerto sustituto a poco que se la preparara convenientemente. En 1801 el Consulado de Comercio de Buenos Aires solicitó a las autoridades españolas la habilitación de dicho lugar, pero en 1808 se desencadenó el conflicto, dado que era cuando Buenos Aires se preparaba para construir dicho puerto.
Montevideo vio que el producto de sus contribuciones no solo era aplicado para mejorar las condiciones de su puerto, sino que era empleado para crear una nueva rival controlada por Buenos Aires; la protesta fue inmediata y clamorosa. Pero, además, se percataron los montevideanos que aquel intento era una confesión de debilidad: Buenos Aires era un puerto menos apto para su rival de la otra orilla. El proyecto de la Ensenada de Barragán no se realizaría, debido a la crisis del sistema colonial desarrollada a partir de 1808, y la publicidad del único diario porteño que existía en esa época el Telégrafo Mercantil, que sostenía que era inútil gastar dinero en habilitación de otro puerto.

## El conflicto y las Invasiones Inglesas
Las Invasiones Inglesas interrumpieron brevemente el conflicto portuario, pero una vez que pasó el peligro, la rivalidad regresó, corregida y aumentada.
Al retirarse precipitadamente, los invasores derrotados habían abandonado en Montevideo una gran cantidad de mercadería de alta calidad. El nuevo gobernador, Francisco Javier de Elío, autorizó la venta de dicha producción, que fue adquirida por los comerciantes a precios ridículos; las ganancias derivadas de la reventa de esta al interior hubieran sido considerables. Pero Buenos Aires juzgó que era ilegal ese negocio y exigió el pago de un impuesto equivalente al 52% del valor de aquellas mercaderías para autorizar su comercialización fuera de Montevideo; si se vendían dentro de la plaza debían pagar el 25% del valor del producto. Está de más decir que los montevideanos consideraron este impuesto ordenado por la Real Hacienda de Buenos Aires como una exacción intolerable.

## La Junta Autónoma de Montevideo
Las juntas americanas fueron hechas como consecuencia de las Invasiones Napoleónicas que estaba sufriendo España para esa época, y la defunción de la monarquía española por José Bonaparte (hermano de Napoleón Bonaparte), debido a que la soberanía ya no residía más en el Rey, el pueblo se propuso tomar la soberanía por sus propios medios, creando juntas Autónomas en España y América, para crear una resistencia frente a las Invasiones Napoleónicas.
La junta de Montevideo actuó del 21 de septiembre de 1808 al 29 de junio de 1809. La causa más aceptada de la escisión entre el Virreinato del Río de la Plata y la gobernación de Montevideo, sea la de las sospechas del gobernador de Montevideo, Elío, un exaltado nacionalista español, sobre el origen Francés del Virrey, Santiago de Liniers, al que consideraba estar muy afrancesado. No obstante, este enfrentamiento tuvo como trasfondo la Lucha de Puertos y presentó una serie de características originales que obedecieron a la realidad particular del Río de la Plata y verdaderamente la Junta de Montevideo actuó de hecho como un organismo autónomo. La junta de Montevideo de 1808 debe de considerarse una expresión más de la lucha de puertos y un antecedente, si bien lejano de la posterior Independencia del Uruguay. Al producirse este hecho la gobernación de Montevideo tenía una autonomía política completa sobre cualquier pretensión bonaerense y por ende del Virreinato. Vale resaltar que durante este gobierno totalmente autónomo del Virreinato del Río de la Plata, se legalizó el Consulado de Comercio de Montevideo.

## La Dominación Porteña y la Lucha de Puertos
Luego de creadas la Provincias Unidas del Río de la Plata y el movimiento artiguista y federal en pleno auge, se produjo uno de los últimos sucesos de la Lucha de Puertos, que no solo tendría resonancias políticas y económicas, sino también militares.
La resistencia de los españoles atrincherados tras las murallas de Montevideo tocó fin cuando la flota que mantenía el abastecimiento de la ciudad al mando de José Primo de Rivera, fue destruida por su similar porteña que comandaba el almirante Guillermo Brown en el Combate naval del Buceo.
Luego de la caída de Montevideo a manos de los porteños comandados por el general Carlos María de Alvear, los nuevos gobernantes de Montevideo, inspirados por Alvear, actuaron como un ejército de ocupación: destruyeron el cabildo y digitaron otro que les era afín; anularon el Consulado de Comercio que habían establecido los españoles después de la ruptura con Buenos Aires y lo sustituyeron por un funcionario que ellos pudieran controlar. El designado fue Jerónimo Pio Bianchi. Todos los barcos “enemigos o neutrales” que estaban en el puerto fueron declarados “buena presa” (o sea, botín de guerra) y sus dueños debían pagar un porcentaje de su valor para recuperarlos; los bienes inmuebles de los españoles fueron confiscados y entregados en muchos casos a los integrantes del nuevo régimen.
Luego de la derrota porteña en la batalla de Guayabos y obligados a abandonar la ciudad a los artiguistas, los gobernantes porteños desarrollaron un verdadero pillaje y se llevaron todo lo que pudieron, incluidos los libros de aduana y la imprenta de Montevideo.
La actitud porteña debe entenderse como una frase más de la Lucha de Puertos; en realidad, la última. Todas las medidas económicas adoptadas, y muchas de las políticas, tenían como objetivo someter totalmente el comercio montevideano a las directivas de Buenos Aires, que así trataban de quitarse de encima a su gran rival. Como bien dicen José Pedro Barrán y Benjamín Nahum, no pudieron llevarse la geografía, la bahía, profunda y protegida, el mejor puerto natural del Río de la Plata; Montevideo seguía siendo una fuerte plaza comercial.

## El fin de la Lucha de Puertos
Luego de que Montevideo se separó de ser ocupada por portugueses y brasileños, y más tarde quedó como capital de un país independiente (Uruguay), algunas principísimas figuras de la oligarquía comercial porteña apoyaron esas soluciones y se mostraron felices; era su victoria en la vieja “lucha de puertos”, y el monopolio, para Buenos Aires, del inmenso territorio Argentino.
- Datos: Q2880285